# Atjar

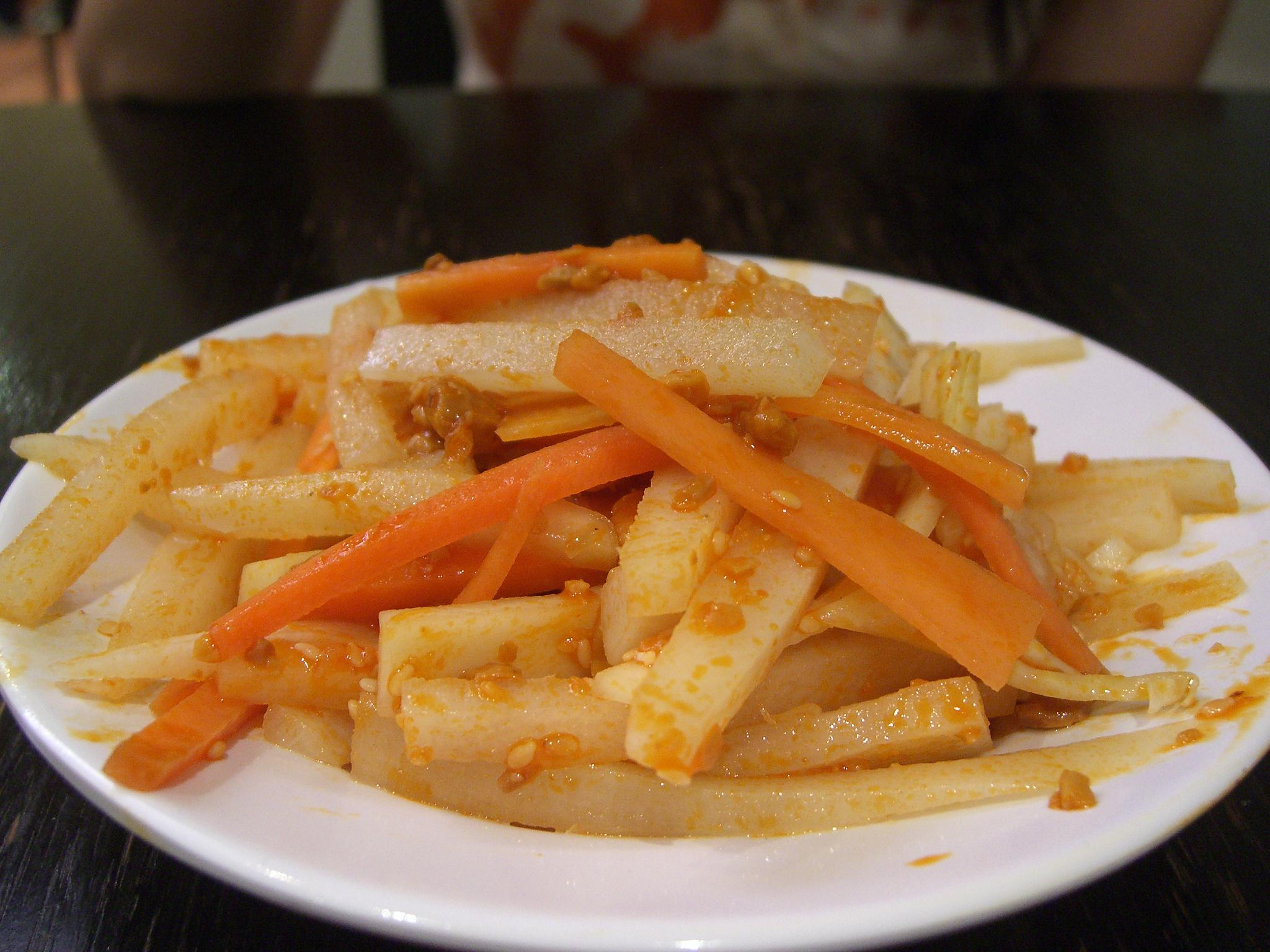
Een bord atjar.

Een atjar is een zuur (bij)gerecht van de Indonesische, de Indische en de Maleisische keuken. In Nederland wordt het woord volgens de oude Nederlands-Indische spelling geschreven; in de moderne Indonesische spelling wordt het woord nu geschreven als acar.
Er zijn verschillende categorieën atjars.
- De zure smaak kan door inmaak en gisting van de gebruikte groenten zijn verkregen.
- Vaak wordt echter een atjar gemaakt met azijn, waaraan allerlei ingrediënten kunnen worden toegevoegd: olie, zout, suiker en een keur aan Indische kruiden, met name koenjit (kurkuma), waardoor de atjar een gele kleur krijgt.
- Zijn er meerdere groenten gebruikt, dan spreekt men van atjar tjampoer (acar campur; dit betekent "gemengd zuur").
- Atjars kunnen ook gemaakt zijn op basis van vlees, vis of eieren.

Groenten die voor een groentenatjar bruikbaar zijn, zijn stevige soorten zoals witte kool, wortel, ui en paprika, maar ook Chinese kool en komkommer.
Atjar wordt als bijgerecht gebruikt om de frisse smaak, die een contrast vormt met de vaak gekruide Indische gerechten. Dit wil niet zeggen dat zij zelf ongekruid is. Een atjar kan zelfs van Spaanse pepers worden gemaakt en is dan scherp van smaak.